# مواي كيباكي
مواي كيباكي (بالإنجليزية: Mwai Kibaki) (و. 1931 – م) هو عالم اقتصاد من كينيا . تولى منصب رئيس كينيا (30 ديسمبر 2002–9 أبريل 2013)، وعضو الجمعية الوطنية (كينيا)، ونائب رئيس كينيا (14 أكتوبر 1978–24 مارس 1988)، ووزير مالية كينيا (1969–1982).

## التعليم
تعلم في جامعة ماكيريري، وكلية لندن للاقتصاد.

## روابط خارجية
- مواي كيباكي على موقع الموسوعة البريطانية (الإنجليزية)
- مواي كيباكي على موقع مونزينجر (الألمانية)
- مواي كيباكي على موقع إن إن دي بي (الإنجليزية)